# Tempo '41
Mixed Hockey Club Tempo '41 was een Nederlandse hockeyclub uit Zwolle.
Tempo '41 werd opgericht op 1 september 1941 en vierde in 2011 haar 70-jarig jubileum. De club speelde haar wedstrijden op Sportpark De Marslanden en had een semi-waterveld en een zandingestrooid kunstgrasveld tot haar beschikking. Heren 1 kwam uit in de Eerste Klasse D in seizoen 2010-2011, dames 1 kwam uit in de Tweede klasse.

## Fusie
Van oorsprong had Tempo '41 een rivaliserende band met het veel oudere ZMHC. Toch zochten beide clubs eind jaren 00 toenadering tot elkaar. Zo waren beide clubs voornemens om het clubhuis/complex te vernieuwen en zouden er door nieuwbouw in de loop der jaren veel nieuw leden bij kunnen komen. Begin 2010 werd er een akkoord bereikt met ZMHC, de gemeente en de KNHB over een fusie. Tempo '41 is vanaf de zomer 2012 opgaan in de nieuwe fusieclub HC Zwolle.